# Les Authieux-sur-Calonne
Les Authieux-sur-Calonne är en kommun i departementet Calvados i regionen Normandie i norra Frankrike. Kommunen ligger i kantonen Blangy-le-Château som ligger i arrondissementet Lisieux. År 2022 hade Les Authieux-sur-Calonne 276 invånare.

## Befolkningsutveckling
Antalet invånare i kommunen Les Authieux-sur-Calonne
Referens: INSEE